# 三和 (柏市)
株式会社三和（さんわ）は、千葉県柏市に本社を置き、千葉県内を中心にスーパーマーケット「おっ母さん」（おっかさん）、鮮魚店「海宝丸」、青果店「越後屋」などを経営する企業。

## 店舗
出店店舗の詳細は、公式サイトを参照。
以下、店舗数は2025年5月現在。

### おっ母さん 食品館
三和グループ内で店舗数が最も多いスーパーマーケット。
一部店舗はスーパーマツモトキヨシとしてかつて営業していた店舗で営業しているものもある。中には「スーパーマツモトキヨシ」→「ドラッグストアのマツモトキヨシ」と「おっ母さん食品館」の共存と変遷した店舗もある。マツモトキヨシ以外のドラッグストア（クリエイトSD、ウエルシア薬局）との併存店舗も多い。
また、かつては駅ビル店舗（元山駅ビル店）も存在した。
- 千葉県 - 9店舗[2]
- 埼玉県 - 1店舗[2]
- 東京都 - 2店舗[2]
- 神奈川県 - 1店舗[2]
- 茨城県 - 2店舗[2]

#### おっ母さん 食の壱番館
埼玉県春日部市で「おっ母さん 食の壱番館 庄和店」として1店舗のみ営業。

### 青果の越後屋
青果専門店。浦和コルソ店として1店舗のみ営業。
すべてインストア店舗。かつては千葉県、茨城県、神奈川県にも出店していた。

### 鮮魚専門店 海宝丸
鮮魚専門店。すべてインストア店舗。
- 千葉県 - 2店舗。マミーマート、東武ストア内
- 埼玉県 - 4店舗。マミーマート、ペペ、業務スーパー河内屋内
- 東京都 - 4店舗。ユータカラヤ、食品館あおば内
- 神奈川県 - 5店舗。食品館あおば、フードマーケットマム、ロピア内
- 茨城県 - 2店舗。クスリのアオキ内
- 静岡県 - 2店舗。エスポット内

## 関連会社
- 株式会社石原水産 - 水産物（魚介類・冷凍類・塩干加工品）卸[5]。
  - 1977（昭和52）年6月設立 : 同年4月、有限会社石原商店柏支店として柏市公設市場より鮮魚仲卸業の許可取得。同年6月、有限会社石原商店柏支店より株式会社石原水産として独立し創業[5]。
- 株式会社匠水産 - 水産物加工、冷凍食品・食品の販売[6]。
  - 2005（平成17）年3月設立。千葉県柏市・埼玉県川越市で水産加工場を運営[6]。
- 株式会社新潟海宝丸 - 魚介類・水産物の加工販売、鮨の製造加工販売、和食レストラン運営、水産業の市場調査[7][8]
  - 1998（平成10）年 4月設立[7][8]。

## 同名のスーパーマーケット運営企業
東京都町田市にも、スーパーマーケット事業を行う「株式会社三和」が存在するが、本項で述べている企業とは無関係の別会社である。町田市の企業ではスーパーマーケットの屋号も「三和」である。